# Indische stierkikker
De Indische stierkikker (Kaloula pulchra) is een kikker uit de familie smalbekkikkers (Microhylidae). De soort werd voor het eerst wetenschappelijk beschreven door John Edward Gray in 1831. Later werd de wetenschappelijke naam Callula pulchra gebruikt.

## Uiterlijke kenmerken
Mannetjes van de Indische stierkikker bereiken een lichaamslengte van 5,4 tot 7 centimeter, de vrouwtjes worden groter en zijn 5,7 tot 7,5 cm lang.
De kikker valt op door de sterk driehoekige kop met een kleine bek maar een bijna kogelrond lichaam. De lichaamskleur is licht- tot donkerbruin, met aan de bovenzijde van de flanken twee brede, duidelijk lichtere tot gele of rode, donkeromzoomde lengtestrepen. Deze eindigen net voor de achterpoten en vloeien op de kop samen in een streep boven de ogen. De buik is lichter dan de rugzijde. De keel van de mannetjes is zwart, bij vrouwtjes ontbreekt deze kleur.

## Verspreiding en habitat
De Indische stierkikker komt voor in delen van Zuidoost-Azië en leeft in de landen Bangladesh, Cambodja, China, Hongkong, India, Indonesië, Laos, Maleisië, Myanmar, Nepal, Singapore, Thailand en Vietnam. De kikker blijft bij water in de buurt, maar kan periodes van droogte overleven door zich in te graven en een soort van vochtige 'cocon' te maken van de huidafscheiding. Na een grote regenbui ontwaken de kikkers en komen dan massaal tevoorschijn.
De kikker komt in een groot deel van zijn verspreidingsgebied nog algemeen voor.

## Levenswijze
Overdag schuilt de kikker in de strooisellaag van bossen door zich half in te graven. Hier valt hij niet op tussen de bladeren vanwege de bruine en gele kleuren. 's Nachts wordt de kikker actief en jaagt op kleine ongewervelden, voornamelijk insecten en de larven. De soort staat bekend als een grote eter, maar vanwege de relatief smalle bek hebben kleinere prooidieren de voorkeur. Ondanks het plompe uiterlijk klimt de kikker ook in vegetatie.
Bij bedreiging blaast de kikker zich op met lucht tot een soort bal, waardoor het lichaam voor sommige vijanden te groot wordt om door te slikken. Ook worden irriterende stoffen afgescheiden door de huid, die erg plakkerig zijn.